# SC 07 바트노이에나어
SC 07 바트노이에나어(독일어: SC 07 Bad Neuenahr)는 1907년에 창단되어 2013년에 해체된 독일의 축구 클럽으로서 라인란트팔츠주 바트노이에나어아르바일러를 연고로 했다.
남자 팀은 1951년부터 2. 오버리가 쥐트베스트에 참가했으며, 1955년에 아마퇴어리가 라인란트로 강등되었다. 남자 팀은 1969년에 열린 라인란트포칼에서 우승을 차지했다. 여자 팀은 1969년에 설립되었으며, 1997년부터 2013년까지 프라우엔-분데스리가에 참가했다.
2013년 5월 17일에 클럽의 회장이었던 베른트 슈테멜러가 사망했고, 2013년 5월 27일에는 클럽이 바트노이에나어 지방 법원에 파산을 신청했다. 클럽 경영진은 2. 프라우엔-분데스리가 탈퇴를 선언하고 클럽의 해체를 결정했다. 2013년 9월에는 옛 SC 07 바트노이에나어를 승계한 여자 축구 클럽인 SC 13 바트노이에나어(SC 13 Bad Neuenahr)가 창단되었다.

## 역대 감독
| 감독            | 임기        |
| --------------- | ----------- |
| 디트마르 샤흐트 | 2005 ~ 2008 |